# Mausoleum van de familie Von Clermont
Het mausoleum van de familie Von Clermont, ook wel Von Clermontmausoleum of Vaalsbroekmausoleum, is een mausoleum of grafkapel voor de familie Von Clermont in de Nederlandse plaats Vaals. Het neoclassicistische bouwwerk van de architect Joseph Moretti is gelegen op het terrein van Kasteel Vaalsbroek in het Zuid-Limburgse heuvelland.

## Geschiedenis
Het mausoleum werd in 1788 gebouwd in opdracht van Johann Arnold von Clermont (1728-1795), een van oorsprong  Akense lakenfabrikant, die een belangrijke rol speelde in de geschiedenis van Vaals als textielstad. Mogelijk besloot Von Clermont tot de bouw van een familiegrafkapel nadat zijn vrouw, Maria Elisabeth Sophia Emminghaus, op 13 mei 1783 op vijftigjarige leeftijd en na zestien kinderen te hebben gebaard, was overleden. Waarschijnlijk werden de stoffelijke resten van drie eerder overleden kinderen in 1788 in het nieuwe mausoleum bijgezet, zoals ook dat van hun moeder, vijf jaar na haar overlijden. In 1795 werd Von Clermont naast zijn vrouw begraven. Daarna vonden er slechts enkele bijzettingen plaats, mogelijk omdat de zonen en dochters van het echtpaar merendeels elders gingen wonen, hoewel de oudste zoon, Carl Theodoor Arnold von Clermont, tot 1824 eigenaar bleef van Vaalsbroek.
De ontwerper van de grafkapel was de Akense bouwmeester Joseph Moretti, de vaste architect van Von Clermont, die eerder onder andere het Kasteel Vaalsbroek verbouwde en het Von Clermonthuis bouwde, en later voor Von Clermont het Kasteel Bloemendal en de Vaalser Obelisk zou ontwerpen. Het mausoleum werd in 1974 gerestaureerd en is sinds 2002 een rijksmonument.

## Beschrijving

### Exterieur
Het mausoleum van de familie Von Clermont is gelegen in een weiland ten zuiden van het kasteelpark van Kasteel Vaalsbroek, waarmee het door een smal pad is verbonden. Het bouwwerk is omgeven door een meidoornhaag, die aan de voorzijde onderbroken wordt door een toegangshek tussen twee hekpijlers die met geblokte, hardstenen platen bekleed zijn. Het mausoleum is een bescheiden, bakstenen gebouw op een vierkante plattegrond, gedekt door een tentdak met leistenen. De entree bevindt zich aan de noordoostzijde. Deze façade is uitgevoerd in natuursteen en vertoont de kenmerken van de neoclassicistische stijl. Vier geblokte pilasters verdelen de gevel in drie traveeën, die elk een rondbogige opening bevatten: de entree en twee bijna even hoge nissen. Boven de entree bevindt zich een Dorisch fries met trigliefen en daarboven een driehoekig fronton met in reliëf het familiewapen van de Von Clermonts: drie torens op drie ringen. In de halfronde nissen aan weerszijden van de entree staan op hoge, vierkante sokkels urnen in Lodewijk XVI-stijl, deels kubusvormig, deels meloenvormig. Aan de achterzijde van het gebouw bevindt zich een vierkante apsis-uitbouw met twee kleine vensters onder een leien schilddak.

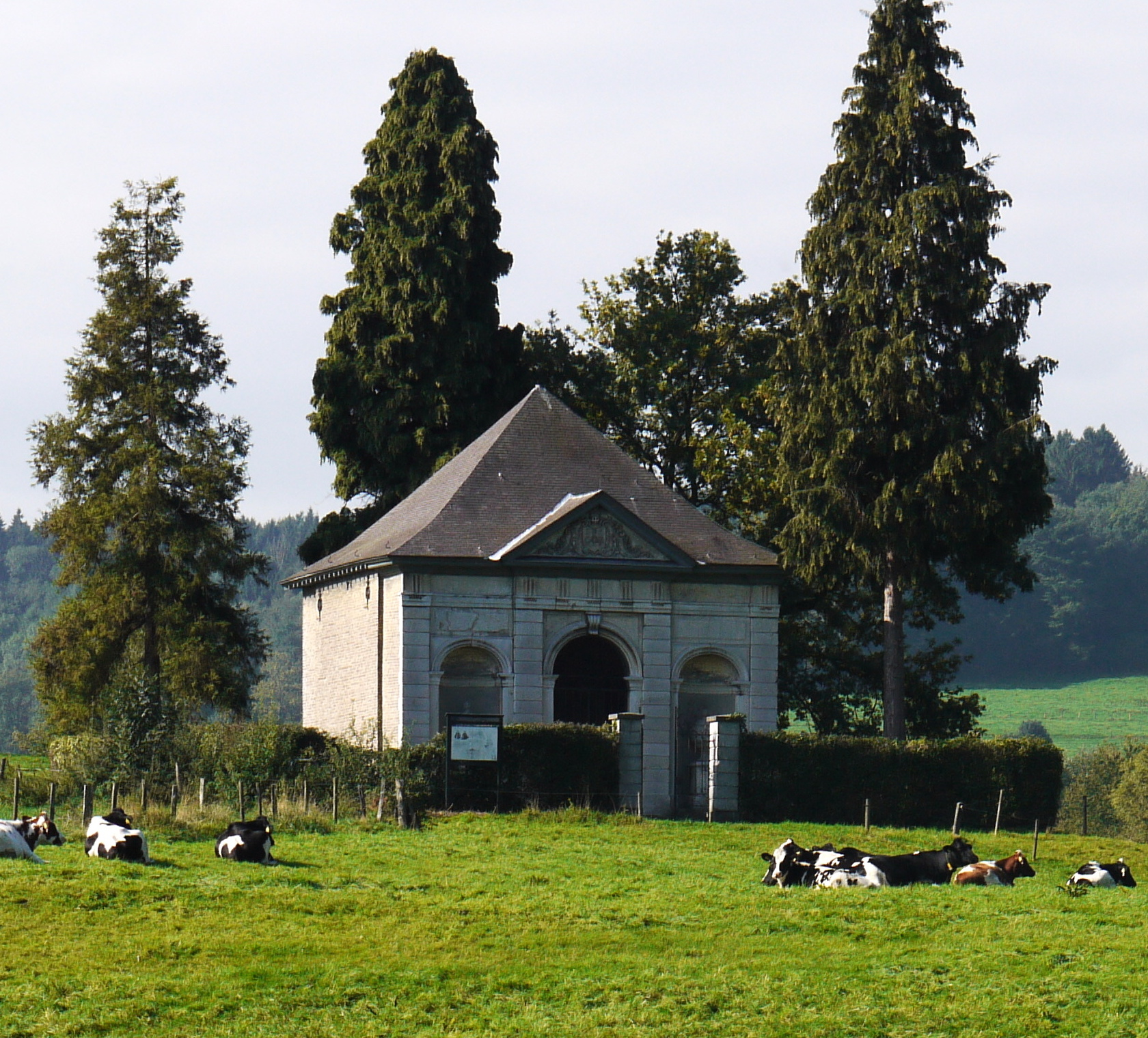
Ligging van het mausoleum
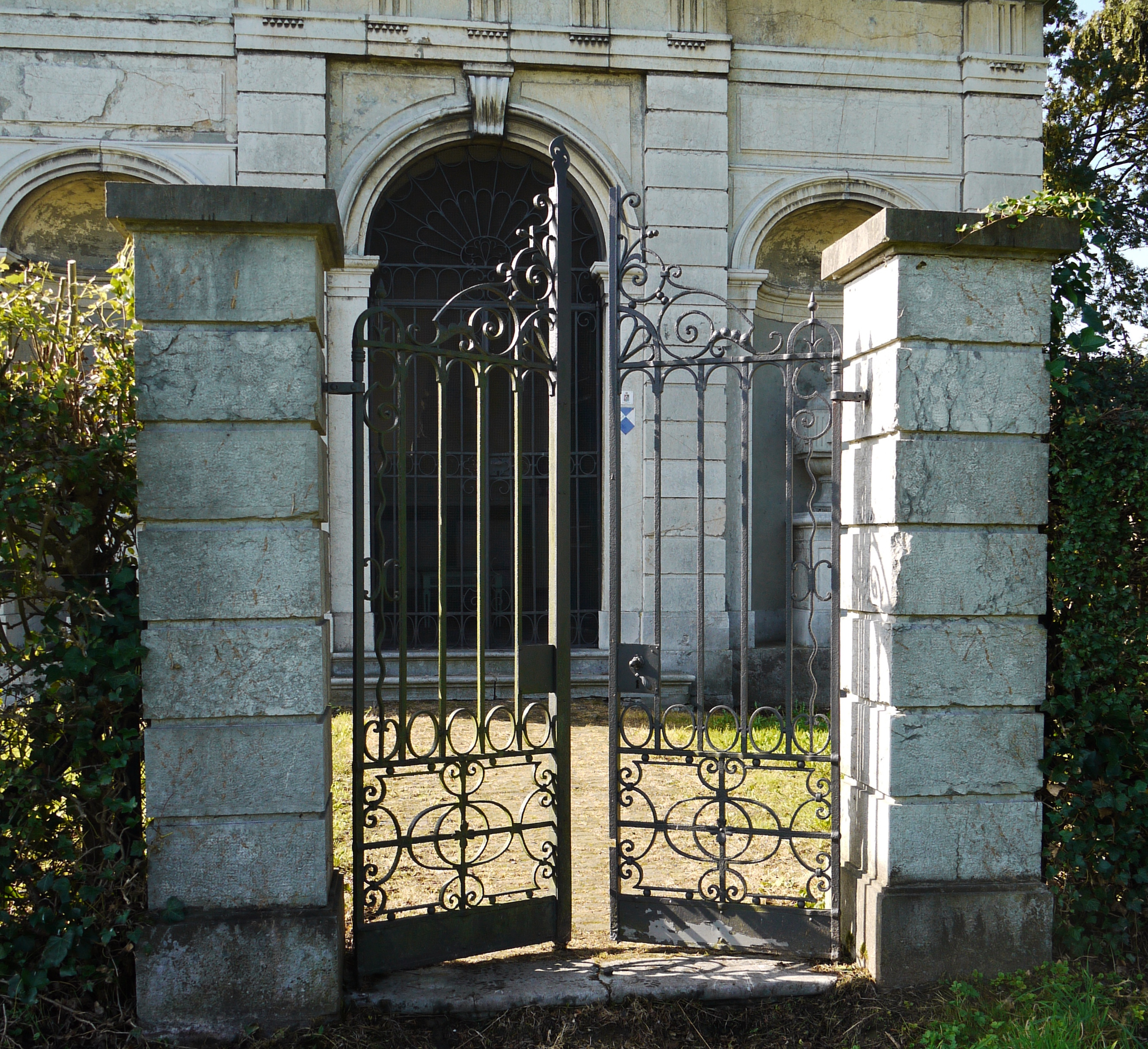
Hekwerk bij entree
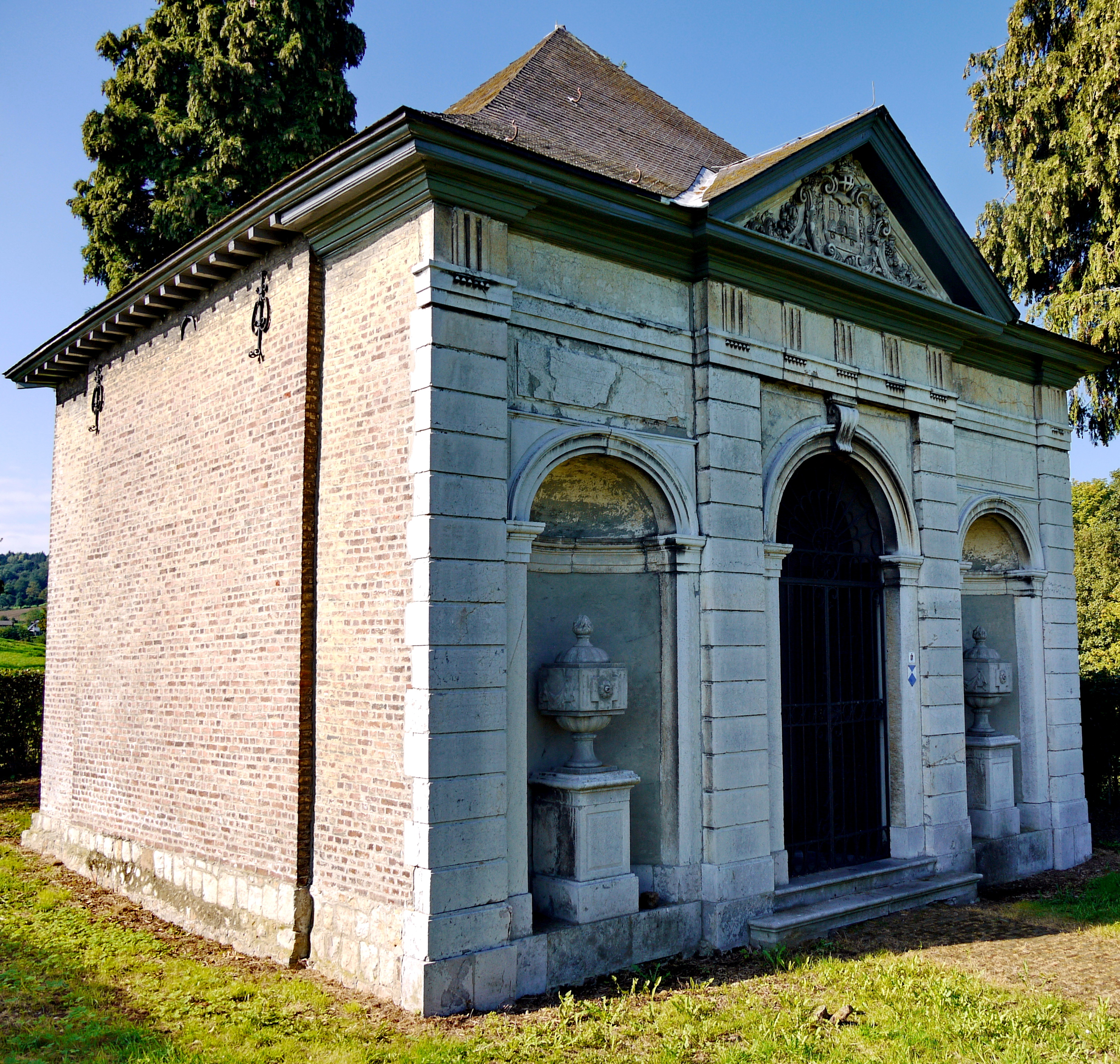
Zuidoost- en noordoostfaçade
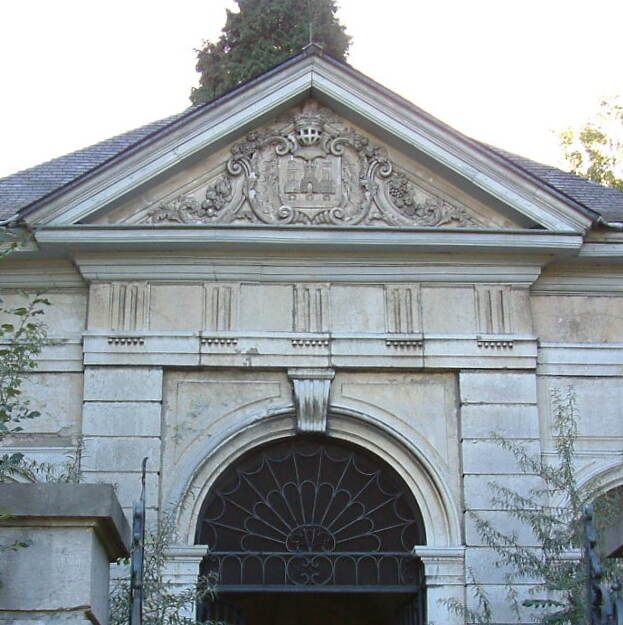
Detail entree met fronton

### Interieur

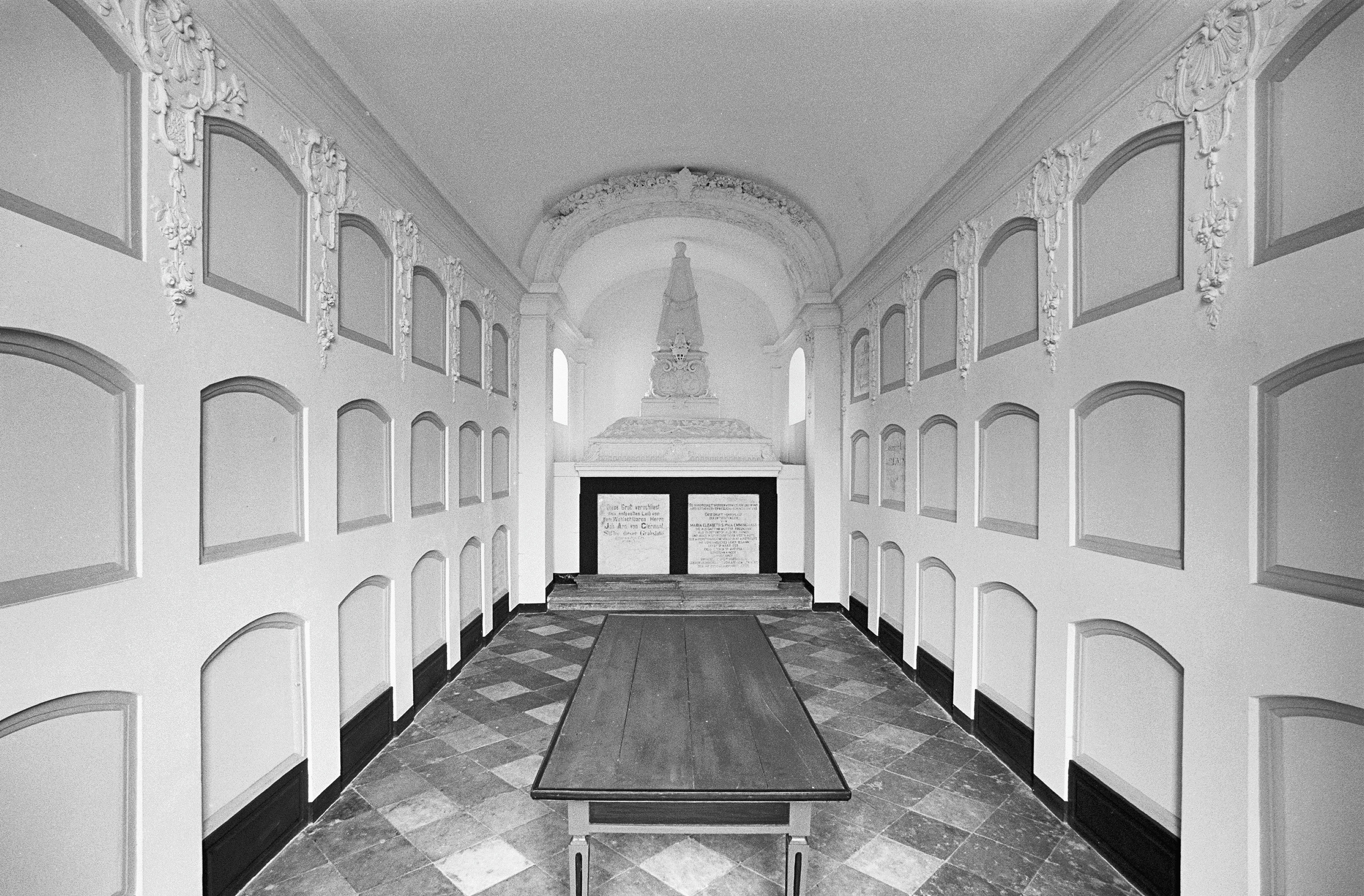
Het mausoleuminterieur in 1982

Het kapelachtige interieur is geheel wit gestuct, deels met sierstucwerk in Lodewijk XV-stijl, dat contrasteert met het neoclassicistische exterieur. Het tongewelf heeft de vorm van een gedrukte boog. De vloer bestaat uit grijze natuurstenen plavuizen. In de apsis bevinden zich op een verhoogd podium de graftombe van het echtpaar Von Clermont-Emminghaus, gemarkeerd door natuurstenen grafstenen: links die van Johann Arnold von Clermont (†1795); rechts die van Maria Elisabeth Sophia Emminghaus (†1783). Boven de graftombe, die door zijn positionering doet denken aan een altaar, bevindt zich een rijk geornamenteerd monument in de vorm van een obelisk met onder andere het alliantiewapen van het overleden echtpaar. Het enige daglicht in de kapel valt binnen door de segmentbogige vensters aan de zijkanten van de apsis. Het uitbundige sierstucwerk in dit deel van de kapel, met name op de gordelboog tussen apsis en schip, doet denken aan het vroege werk van architect Moretti, die uit een Zwitsers-Italiaanse stukadoorsfamilie stamde, zoals te zien is in de Blauwe Salon van Alden Biesen en de kloosterbibliotheek van Rolduc. Tegen de linker- en rechterzijmuur bevinden zich 42 grafnissen, eveneens segmentbogig en aan beide zijden gerangschikt in drie rijen van zeven. Slechts twee grafnissen aan de rechterzijde bevatten een grafplaat; vermoedelijk zijn slechts acht nissen in gebruik geweest. Bij de restauratie in 1974 zijn de resterende opschriften weer leesbaar gemaakt.

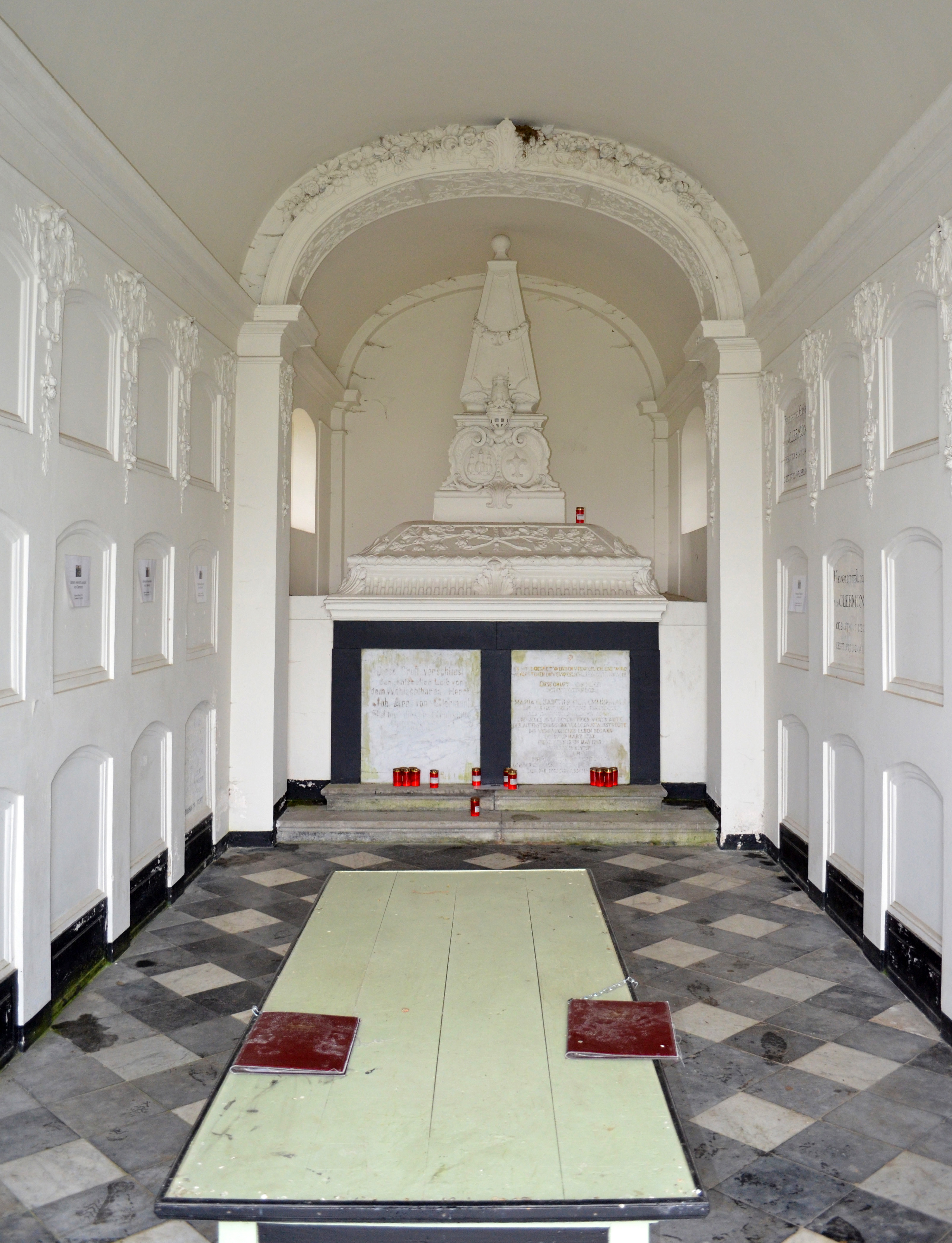
Overzicht interieur
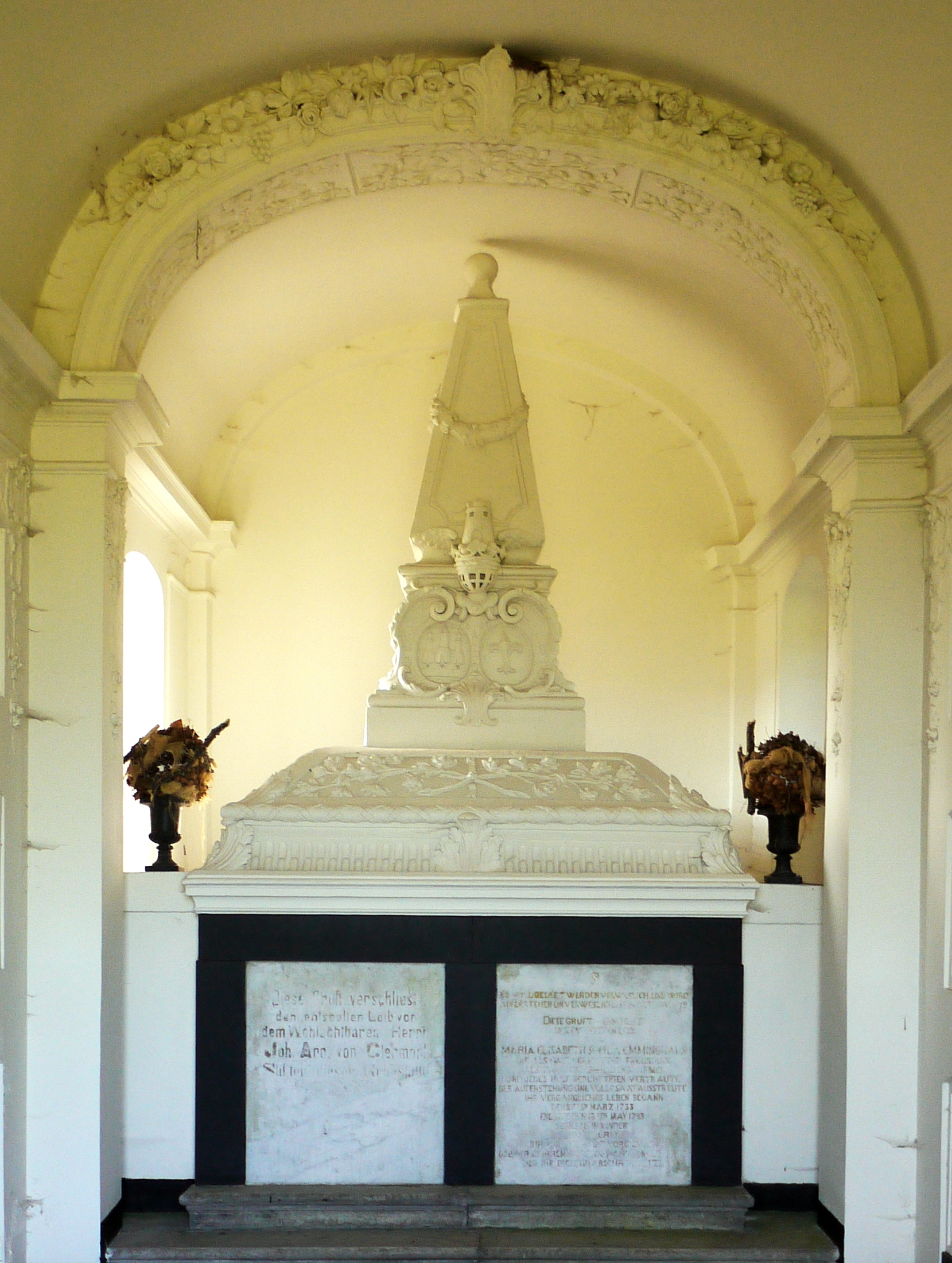
Detail apsis
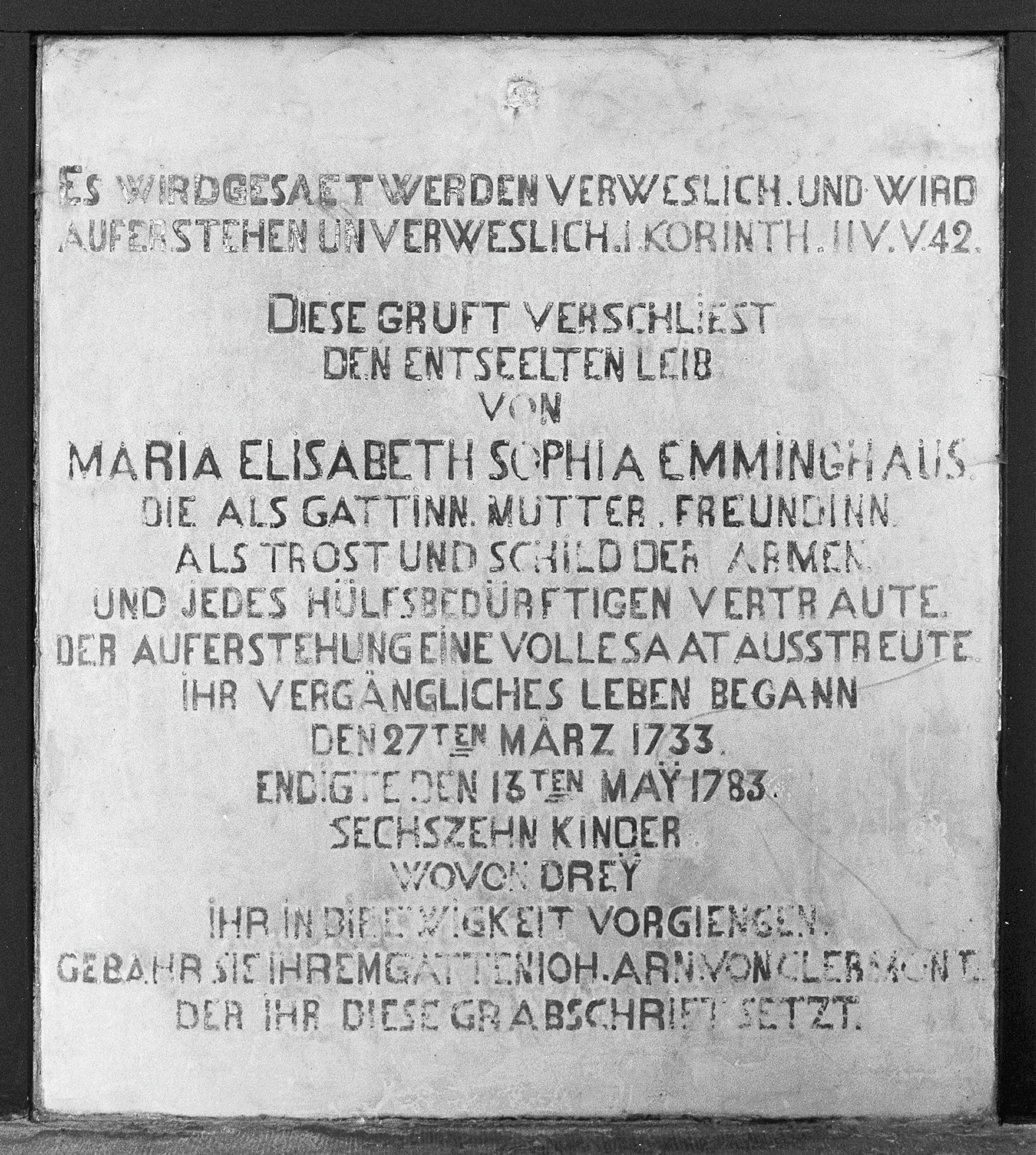
Grafsteen Maria Emminghaus
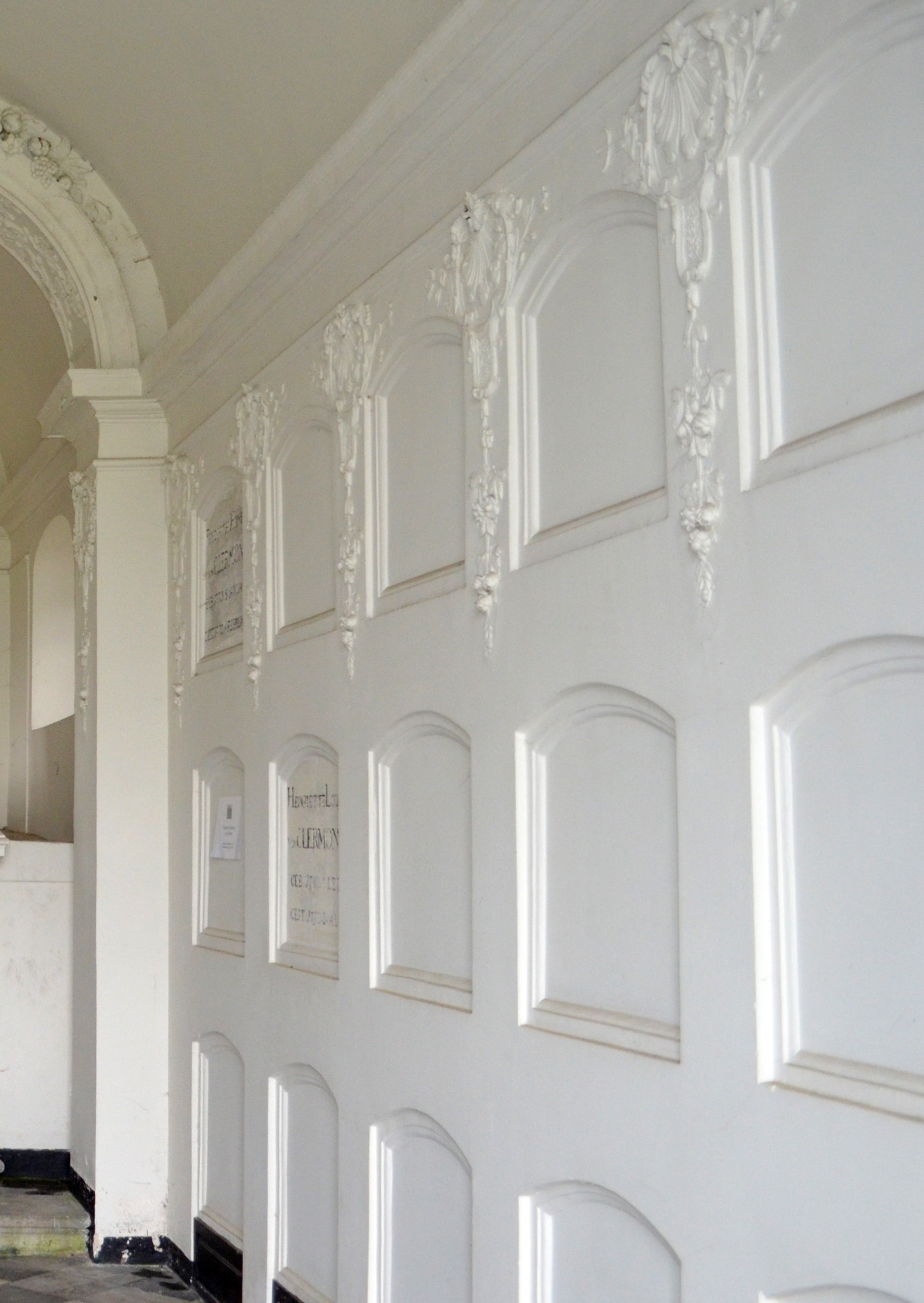
Rechter zijwand met grafnissen